# Ruderalizace
Ruderalizace neboli „zesmetištnění“ krajiny je proces, kdy v důsledku změn v biologických kvalitách stanoviště dochází k jeho kolonizaci ruderálními druhy na úkor druhů původních, a to zpravidla vlivem lidské činnosti. Může se tak stát v důsledku silných disturbancí, které naruší nebo zlikvidují původní porost, postupnou eutrofizací (zvyšováním koncentrace živin, zejména dusíku, např. ukládáním odpadů nebo splachy hnojiv) nebo naopak zanecháním původně obhospodařovaných ploch samovolnému vývoji.
Ruderalizaci stanoviště mohou způsobovat i některé biologické druhy, např. trnovník akát.
Expanze druhů doprovázejících činnost člověka a migrujících z původních stanovišť na člověkem ovlivněná území (tzv. apofytů) se nazývá apofytizace.